# 武蔵横手駅
武蔵横手駅（むさしよこてえき）は、埼玉県日高市横手字山下にある、西武鉄道池袋線の駅。駅番号はSI29。

## 歴史
当駅は武蔵野鉄道の駅として開業した。戦後数年で一度廃止したが、西武秩父線の開業直前に信号場として再開設、その数ヶ月後に駅として再開業している。

### 年表
- 1929年（昭和4年）9月10日 - 開業。
- 1954年（昭和29年）10月10日 - 廃止。
- 1969年（昭和44年）10月4日 - 信号場として再開設[1]。
- 1970年（昭和45年）2月1日 - 旅客営業を再開、駅として再開業[1][2]。
- 2023年（令和5年）3月1日 - 駅係員の常駐を終了し巡回駅へ変更するとともに、窓口および券売機での切符等の販売・ICカードのチャージを終了[3][4]。

## 駅構造
島式ホーム1面2線を有する地上駅。ホームと駅舎の間は構内踏切により連絡している。
自動改札機は設置されていないが、PASMO・Suica利用者のための簡易改札機が設置されている。
トイレは改札外にあるが、多機能トイレは設置されていない。
駅西側の2番ホーム隣にはかつて1本側線があり、貨物列車の待避などに使用されていた。

### のりば
| ホーム | 路線   | 方向 | 行先                 | 備考          |
| ------ | ------ | ---- | -------------------- | ------------- |
| 1      | 池袋線 | 上り | 飯能・所沢・池袋方面 | 一部2番ホーム |
| 2      | 池袋線 | 下り | 吾野・西武秩父方面   |               |

（出典：西武鉄道:駅構内図）
- 1番ホームを本線とする1線スルー方式である。

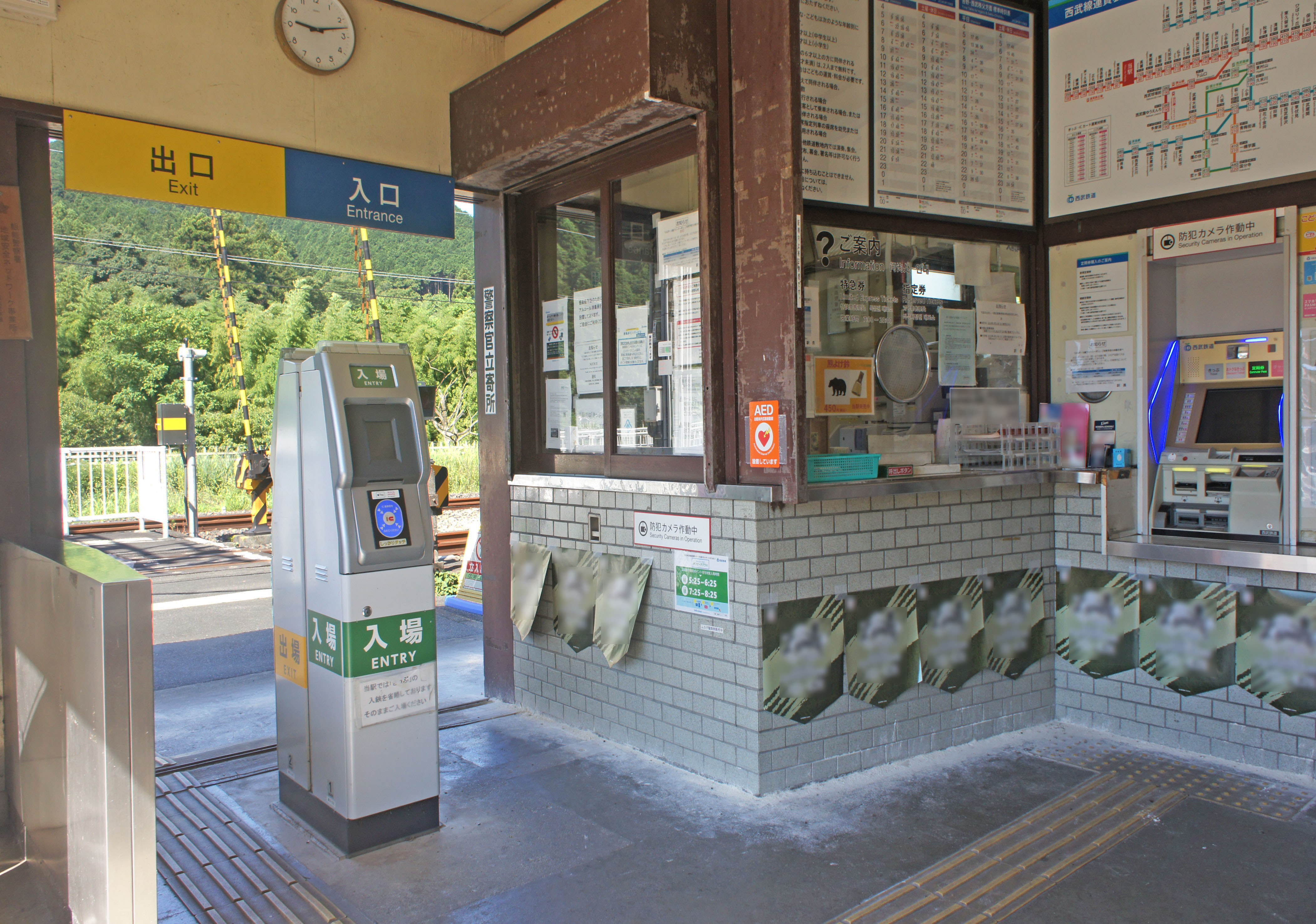
改札口（2022年7月）
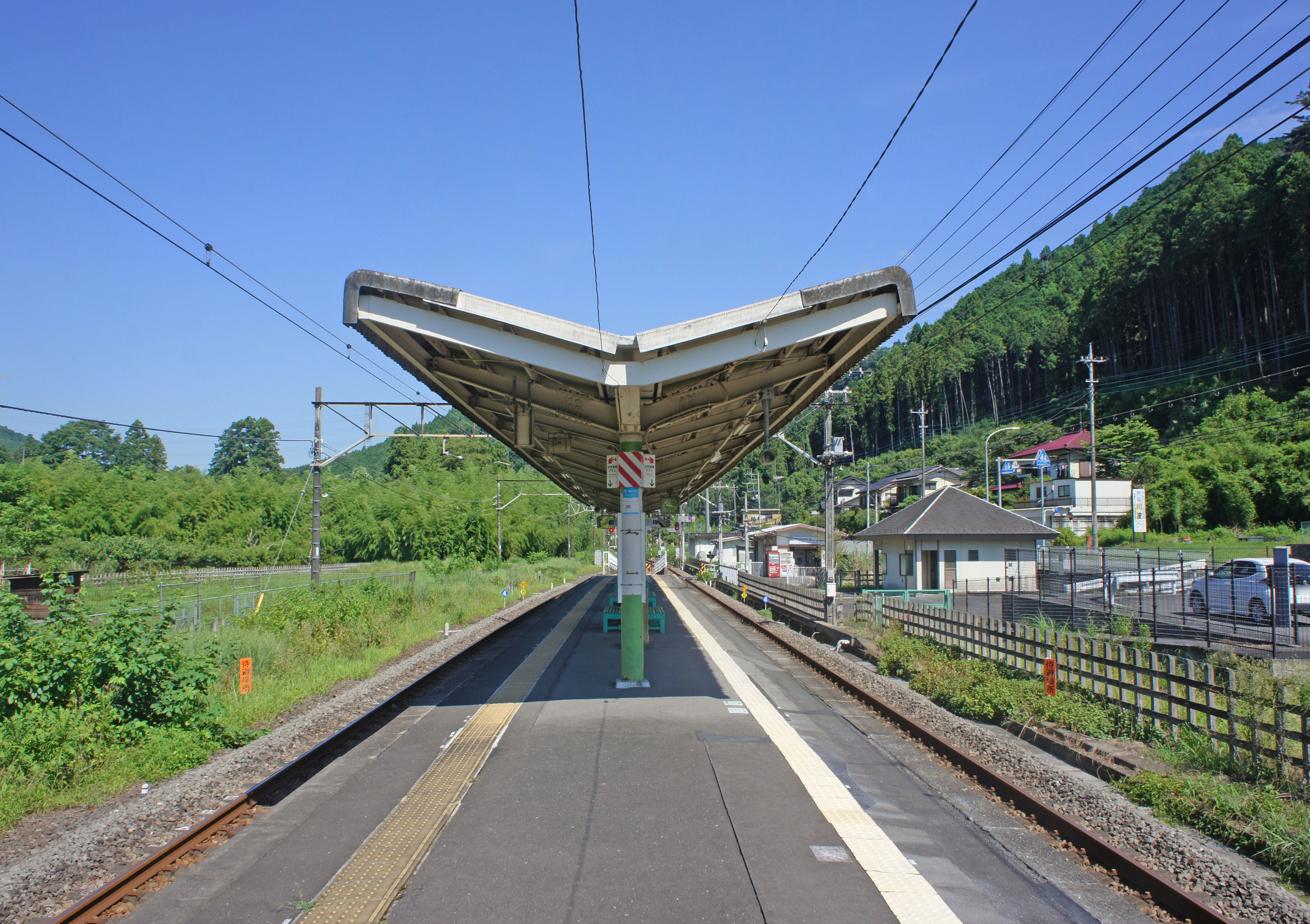
ホーム（2022年7月）
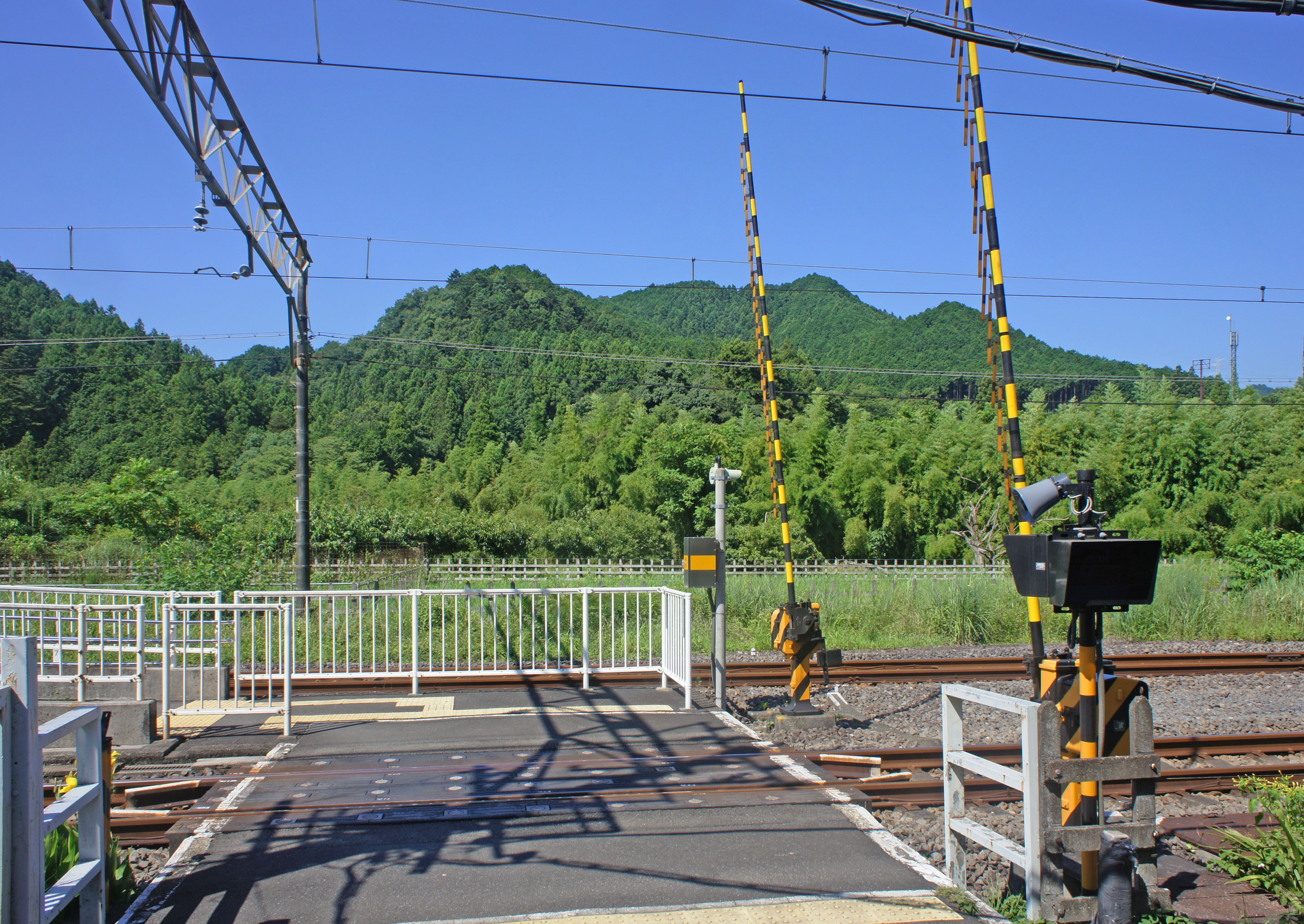
構内踏切（2022年7月）

### そらとみどりの家

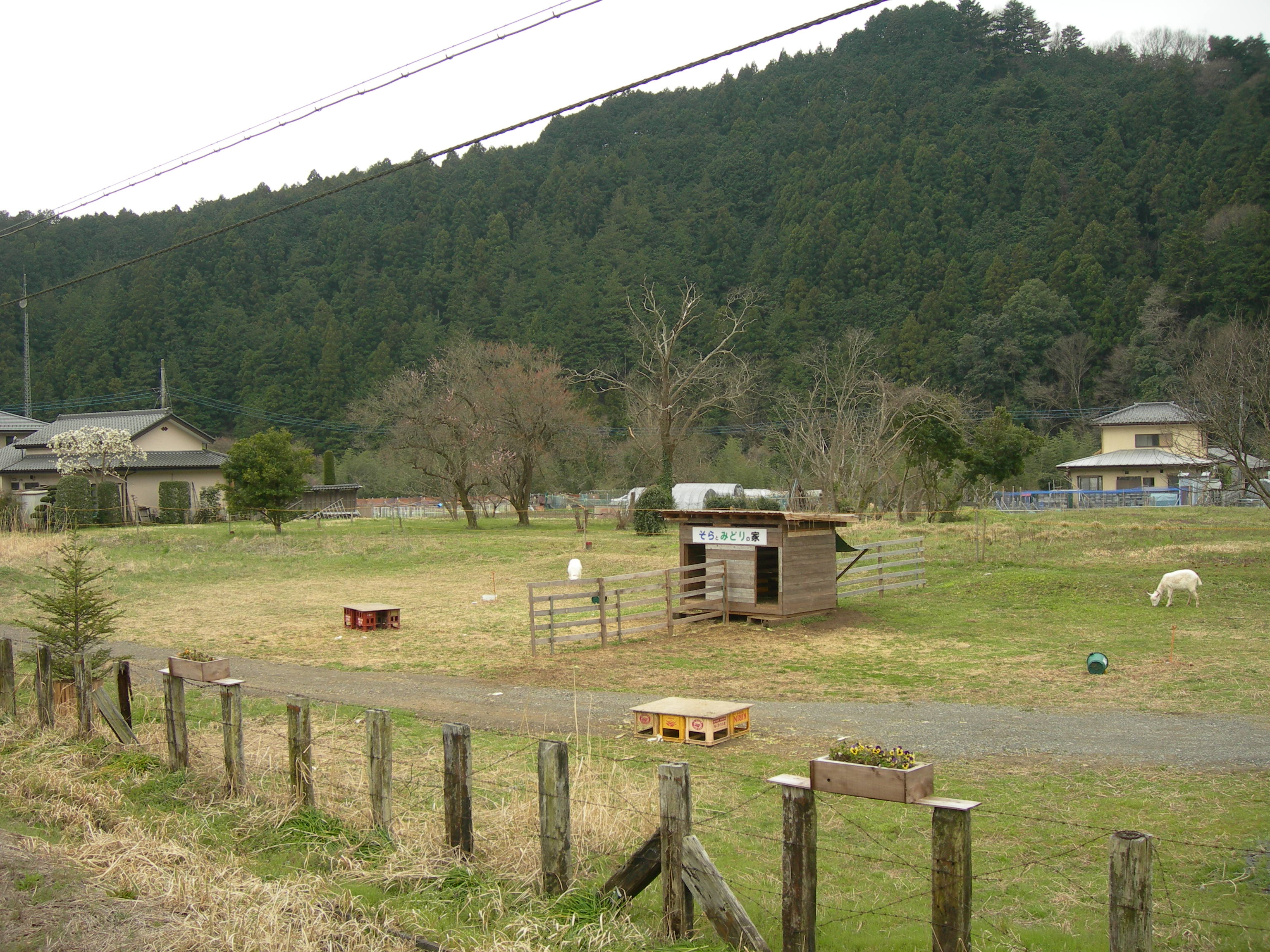
そらとみどりの家（2010年3月）
写真右手でヤギが草を食べている

- 当駅横の西武鉄道社有地に「そらとみどりの家」という小屋が設置されている。この小屋にはオスの「そら」とメスの「みどり」の2匹のヤギが住み、2009年8月から社有地の雑草を食べている。これにより、機械で雑草刈りを行うのと比較して年間176キログラムの二酸化炭素を削減する効果がある。
- 2011年2月2日には新たにオスの子ヤギが生まれ、一般公募によって名前を募集し、同年4月28日に「だいち」と命名された。
- 2012年5月24日にもメスの子ヤギが生まれ、「だいち」と同様に名前を公募し、同年10月25日に「はな」と名付けられた。
- 2014年3月25日に父ヤギの「そら」が5歳で死亡した。さらに、2016年に入ってから1月8日に「はな」が3歳で、7月5日に「だいち」が5歳でそれぞれ死亡、母ヤギの「みどり」も2021年9月に死亡した。

## 利用状況
- 西武鉄道 - 2024年度の1日平均の乗降人員は241人である[西武 1]。
西武鉄道全92駅中90位。池袋線区間内では当駅が最も乗降人員が少ない。

近年の1日平均乗降・乗車人員の推移は下記の通りである。
| 年度               | 1日平均 乗降人員 | 1日平均 乗車人員 | 出典              |
| ------------------ | ---------------- | ---------------- | ----------------- |
| 1992年（平成04年） |                  | 250              |                   |
| 1993年（平成05年） |                  | 241              |                   |
| 1994年（平成06年） |                  | 234              |                   |
| 1995年（平成07年） |                  | 231              |                   |
| 1996年（平成08年） |                  | 235              |                   |
| 1997年（平成09年） | 526              | 224              |                   |
| 1998年（平成10年） | 500              | 214              |                   |
| 1999年（平成11年） | 500              | 208              | [ 埼玉県統計 1 ]  |
| 2000年（平成12年） | 492              | 199              | [ 埼玉県統計 2 ]  |
| 2001年（平成13年） | 489              | 200              | [ 埼玉県統計 3 ]  |
| 2002年（平成14年） | 417              | 196              | [ 埼玉県統計 4 ]  |
| 2003年（平成15年） | 403              | 191              | [ 埼玉県統計 5 ]  |
| 2004年（平成16年） | 405              | 191              | [ 埼玉県統計 6 ]  |
| 2005年（平成17年） | 386              | 185              | [ 埼玉県統計 7 ]  |
| 2006年（平成18年） | 377              | 183              | [ 埼玉県統計 8 ]  |
| 2007年（平成19年） | 357              | 172              | [ 埼玉県統計 9 ]  |
| 2008年（平成20年） | 384              | 185              | [ 埼玉県統計 10 ] |
| 2009年（平成21年） | 381              | 186              | [ 埼玉県統計 11 ] |
| 2010年（平成22年） | 350              | 172              | [ 埼玉県統計 12 ] |
| 2011年（平成23年） | 463              | 183              | [ 埼玉県統計 13 ] |
| 2012年（平成24年） | 392              | 175              | [ 埼玉県統計 14 ] |
| 2013年（平成25年） | 315              | 152              | [ 埼玉県統計 15 ] |
| 2014年（平成26年） | 315              | 154              | [ 埼玉県統計 16 ] |
| 2015年（平成27年） | 327              | 158              | [ 埼玉県統計 17 ] |
| 2016年（平成28年） | 318              | 155              | [ 埼玉県統計 18 ] |
| 2017年（平成29年） | 314              | 156              | [ 埼玉県統計 19 ] |
| 2018年（平成30年） | 294              | 143              | [ 埼玉県統計 20 ] |
| 2019年（令和元年） | 295              | 143              | [ 埼玉県統計 21 ] |
| 2020年（令和02年） | 223              |                  |                   |
| 2021年（令和03年） | 249              |                  |                   |
| 2022年（令和04年） | 238              |                  |                   |
| 2023年（令和05年） | 235              |                  |                   |
| 2024年（令和06年） | 241              |                  |                   |

## 駅周辺
当駅のすぐ前を国道299号が通る。2000年代中頃、駅前にロータリーが建設された。
- 物見山
- 五常の滝

かつては日高市コミュニティバスが運行されていたが、2007年3月30日限りで廃止された。

## 隣の駅
西武鉄道

 池袋線
高麗駅 (SI28) - 武蔵横手駅 (SI29) - 東吾野駅 (SI30)